# Gaël Clichy
Gaël Clichy (født 26. juli 1985 i Toulouse, Frankrig) er en fransk fodboldspiller, der spiller som venstre back i den tyrkiske ligaklub İstanbul Başakşehir. 

## Klubkarriere

### AS Cannes
Clichy spillede sine første to seniorsæsoner i den franske klub AS Cannes, hvor han også optrådte i sine ungdomsår. Han var dog aldrig blandt holdets bærende kræfter. I sommeren 2003 blev Clichy købt af den engelske Premier League-klub Arsenal F.C., hvis manager Arsène Wenger havde et godt øje til franskmanden.

### Arsenal F.C.
Selvom Clichy blev indkøbt til Arsenal som en reserve for det normale førstevalg, den engelske landsholdsspiller Ashley Cole, opnåede han hurtigt en del optrædener for klubben. Han spillede med 12 kampe en betragtelig del i at klubben i maj 2004 kunne lade sig kåre som engelske mestre, uden et eneste nederlag hele sæsonen. Clichy blev samtidig historisk, da han med sine 18 år blev den yngste vinder af Premier League nogensinde. 
Clichy og Arsenal vandt i 2005 FA Cuppen, og nåede i 2006 finalen i Champions League, men det var fortsat med Clichy i en reserverolle. Dette blev dog ændret, da Ashley Cole i 2006 blev solgt til rivalerne Chelsea F.C. De følgende to sæsoner var Clichy en langt større del af holdet, og han opnåede stor personlig hæder da han efter sæsonen 2007-08 blev valgt til årets hold i Premier League.

### Manchester City
Clichy skiftede d. 4/7 2011 til Manchester City.

## Landshold
Clichy står (pr. marts 2018) noteret for 22 kampe for Frankrigs landshold, som han debuterede for den 10. september 2008 i en VM-kvalifikationskamp mod Serbien. Han deltog ved VM i 2010 i Sydafrika.

## Titler
Premier League
- 2004 med Arsenal F.C.
- 2012 og 2014 med Manchester City F.C.

FA Cup
- 2003 og 2005 med Arsenal F.C.

Engelsk Liga Cup
- 2014 med Manchester City